# Facteur de crête
Le facteur de crête est une mesure caractéristique d'un signal. C'est le rapport entre l'amplitude du pic du signal et la valeur efficace du signal. Il est couramment corrélé avec le PAPR (Peak-to-Average Power Ratio) qui indique un rapport entre puissance crête et puissance moyenne :
{\displaystyle C={|x|_{\mathrm {peak} } \over x_{\mathrm {rms} }}={\sqrt {PAPR}}}
C'est donc une valeur sans dimension. La plupart du temps, cette grandeur est exprimée à l'aide d'un nombre décimal positif, mais pour les produits commerciaux, on donne souvent un ratio de deux chiffres (2:1 par exemple). En traitement du signal, il est souvent exprimé en decibels (dB).
La plus petite valeur possible est 1, que l'on peut aussi écrire 1:1 ou encore 0 dB.

## Exemples
Le tableau suivant donne des valeurs pour quelques signaux classiques :
| type de signal                                  | forme d'onde | amplitude normalisée du pic | valeur efficace                                    | facteur de crête                           | PAPR (dB)                                            |
| ----------------------------------------------- | ------------ | --------------------------- | -------------------------------------------------- | ------------------------------------------ | ---------------------------------------------------- |
| Signal constant                                 |              | 1                           | 1                                                  | 1                                          | 0 dB                                                 |
| Signal sinusoïdal                               |              | 1                           | {\displaystyle {1 \over {\sqrt {2}}}\approx 0.707} | {\displaystyle {\sqrt {2}}\approx 1.414}   | 3,01 dB                                              |
| Signal sinusoïdal redressé en double alternance |              | 1                           | {\displaystyle {1 \over {\sqrt {2}}}\approx 0.707} | {\displaystyle {\sqrt {2}}\approx 1.414}   | 3,01 dB                                              |
| Signal sinusoïdal redressé en simple alternance |              | 1                           | {\displaystyle {1 \over 2}=0.5}                    | {\displaystyle 2\,}                        | 6,02 dB                                              |
| Signal triangulaire                             |              | 1                           | {\displaystyle {1 \over {\sqrt {3}}}\approx 0.577} | {\displaystyle {\sqrt {3}}\approx 1.732}   | 4,77 dB                                              |
| Signal carré                                    |              | 1                           | 1                                                  | 1                                          | 0 dB                                                 |
| PWM                                             |              | 1                           | {\displaystyle {\sqrt {\frac {t_{1}}{T}}}}         | {\displaystyle {\sqrt {\frac {T}{t_{1}}}}} | {\displaystyle 20\log {\sqrt {\frac {T}{t_{1}}}}} dB |
| QPSK                                            |              |                             |                                                    |                                            | 3,5–4 dB                                             |
| 8VSB                                            |              |                             |                                                    |                                            | 6,5–8,1 dB                                           |
| 64QAM                                           |              |                             |                                                    |                                            | 7,7 dB                                               |
| 128QAM                                          |              |                             |                                                    |                                            | 8,2 dB                                               |
| WCDMA downlink carrier                          |              |                             |                                                    |                                            | 10,6 dB                                              |
| OFDM / OFDMA                                    |              |                             |                                                    |                                            | ~12 dB                                               |
| SC-FDMA / IFDMA                                 |              |                             |                                                    |                                            | ~4 dB                                                |

Notes: 
1. Les facteurs de crête spécifiés pour les modulations QPSK, QAM ou WCDMA sont les facteurs typiques utilisés, et non pas les facteurs théoriques qui peuvent être plus importants.

## Utilisation du PAPR

### En télécommunications
En télécommunications, le PAPR est une grandeur fondamentale, notamment pour le dimensionnement des amplificateurs. En effet, l'amplificateur devra être dimensionné par rapport au pic du signal (nécessité d'avoir un amplificateur linéaire sur toute la gamme de variation du signal). Cependant, la valeur efficace du signal est la valeur "utile" moyenne, celle qui va vraiment caractériser la puissance transmise, et est donc la valeur à maximiser.
Le PAPR représente le rapport de surdimensionnement nécessaire entre la puissance maximale de l'amplificateur (la puissance pour laquelle il est dimensionné), et la puissance moyenne réellement transmise.
C'est pourquoi il est important de minimiser le PAPR, ce qui permet d'avoir des amplificateurs dimensionnés au plus juste par rapport à la puissance à transmettre.
- pour les applications embarquées (mobiles), cela permet d'avoir des amplificateurs plus petits, moins lourds et moins chers. Cela est particulièrement critique pour les applications spatiales (amplificateurs de télécommunication) pour lesquelles chaque gramme compte et pour les terminaux de téléphonie mobile (smartphones).
- Pour les applications terrestres, cela permet de limiter la consommation énergétique des amplificateurs.

### Dans d'autres domaines
En Acoustique, le signal pour mesurer les réponses impulsionnelles de salle, les signaux émis sont choisis avec un faible facteur de crête pour limiter les erreurs. Par exemple les Maximum Length Sequences ont un facteur de crête de 1.